# Macutula aracoiaba
Espèce
Macutula aracoiaba est une espèce d'araignées aranéomorphes de la famille des Salticidae.

## Distribution
Cette espèce est endémique du Pernambouc au Brésil,.

## Étymologie
Son nom d'espèce lui a été donné en référence au lieu de sa découverte, Araçoiaba.

## Publication originale
- Ruiz, 2011 : Description of Macutula, a new genus of jumping spiders from northeastern Brazil (Araneae: Salticidae: Amycoida). Zootaxa, no 2785, p. 53-60.